# Pozuelo de Zarzón
Pozuelo de Zarzón – gmina w Hiszpanii, w prowincji Cáceres, w Estramadurze, o powierzchni 47,43 km². W 2011 roku gmina liczyła 552 mieszkańców.